# Losar de la Vera
Losar de la Vera es un municipio español, en la provincia de Cáceres, comunidad autónoma de Extremadura. Cuenta con una población de 2805 habitantes (INE 2024).

## Toponimia
Se desconoce el origen exacto del topónimo de Losar de la Vera. Por un lado, es posible que la palabra "Losar" derive de las grandes losas de piedra sobre las que se asentó el casco antiguo de la aldea originaria. Según el Diccionario de la Real Academia Española, "losar" es un verbo que significa "cubrir con losas el suelo".
Otra hipótesis es que el nombre anterior del pueblo era "El Osar", cambiándose posteriormente de palabra la letra "L" debido a la pronunciación. En este sentido, un párroco de la villa del siglo XIX señaló que el nombre original de la localidad era "Rosal", en referencia a las rosas que florecían silvestres en la zona, y posteriormente este nombre evolucionó a "El Osar". El mismo párroco que defendió esta hipótesis dijo desconocer si "osar" hacía referencia a los osos que había en la zona o por el contrario era un término relacionado con los osarios que formaron los soldados fallecidos en las guerras con Portugal.
Solo existe otra localidad llamada Losar en España, El Losar del Barco, un pequeño pueblo de menos de 100 habitantes situado en la provincia de Ávila. Cuando se constituyeron los municipios en 1834, ambos pueblos se llamaban simplemente "Losar". El Losar cacereño pasó a llamarse "Losar de la Vera" a mediados del siglo XIX. En cuanto al gentilicio, los habitantes de este municipio se denominan "losareños".

## Símbolos
El escudo y la bandera de Losar de la Vera fueron aprobados mediante la "Orden de 7 de abril de 2003, por la que se aprueba el Escudo Heráldico y la Bandera Municipal, para el Ayuntamiento de Losar de la Vera", publicada en el Diario Oficial de Extremadura el 22 de abril de 2003 luego de haber aprobado el expediente el pleno municipal el 1 de abril de 2003 y haber emitido informe el Consejo Asesor de Honores y Distinciones de la Junta de Extremadura el 25 de junio de 2002. El escudo se blasona oficialmente así:

Escudo de plata. Un puente de piedra de su color, mazonado de sable, sobre ondas de azur y plata. Bordara de sinople, cargada de ocho rosas de oro. Al timbre, corona real cerrada.

La descripción textual de la bandera es la siguiente:

Bandera rectangular, de proporción 2:3. Quinta al asta. formada por un paño de color verde, al asta, y un paño blanco, al batiente. Se carga la bandera con el escudo municipal al centro, con una altura de 3/5 del ancho de la bandera.

## Geografía

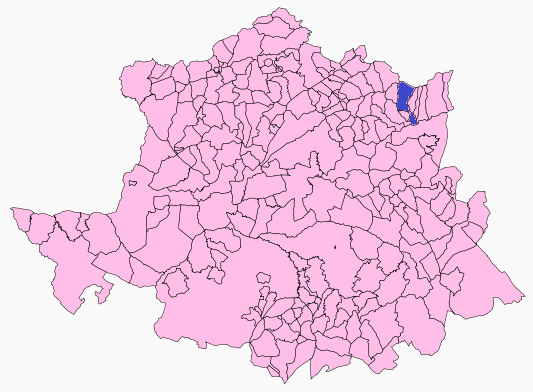
En azul, término municipal de Losar de la Vera. En rosa, el resto de municipios de la provincia de Cáceres

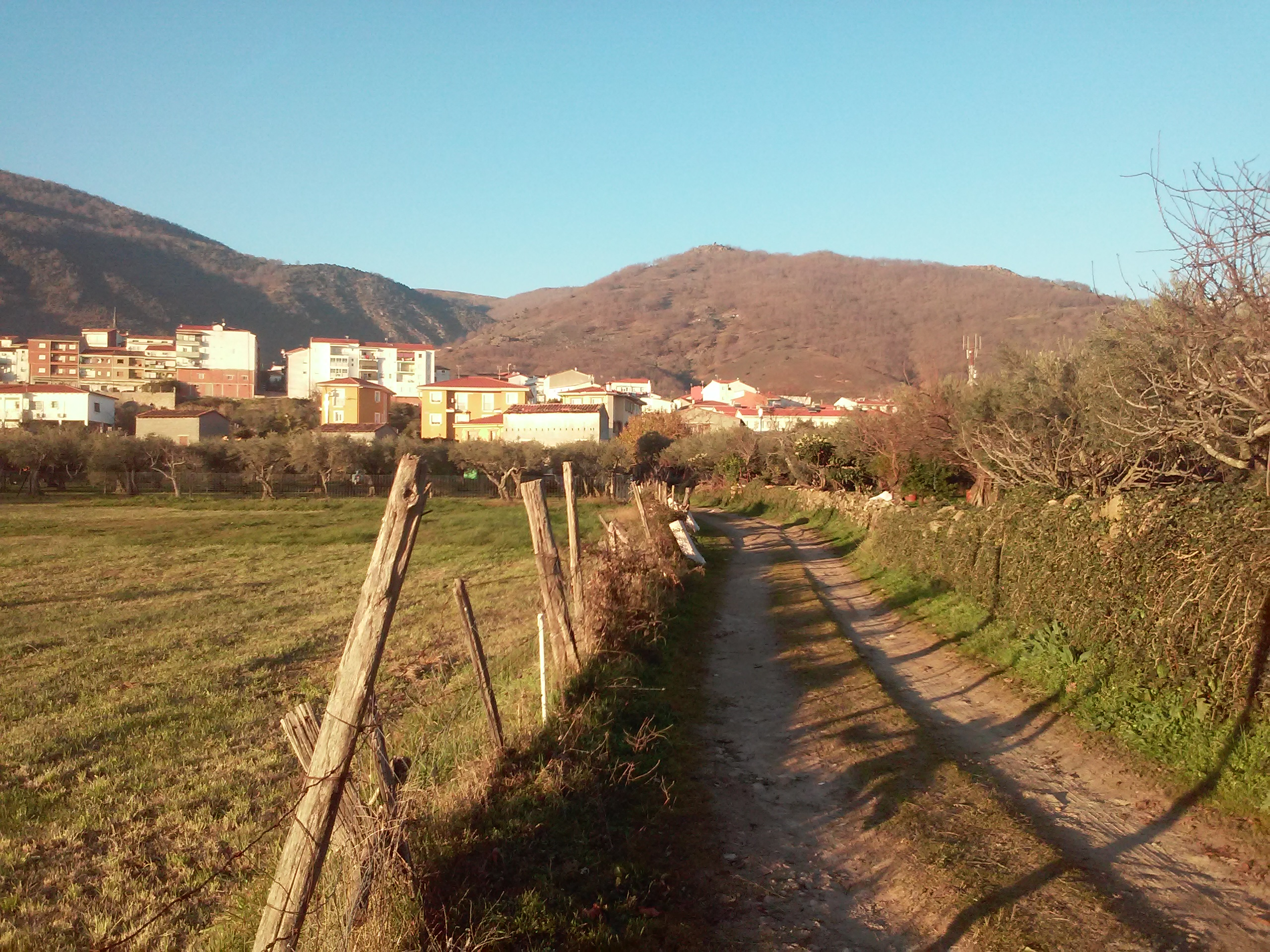
Cerca de Losar, al atardecer

La villa de Losar de la Vera se ubica en la zona central de la mancomunidad de la Vera, en el noreste de la provincia de Cáceres, en la falda sur de la sierra de Gredos. Se encuentra a 33 km de la capital del partido, Navalmoral de la Mata, y a 132 km de la capital provincial, Cáceres. La villa está representada, dentro de las series cartográficas del Instituto Geográfico Nacional de España, en la hoja MTN50 número 599, que es la hoja de Jaraíz de la Vera. Sus coordenadas son 40°07′N 5°36′O / 40.117, -5.600
El término municipal de Losar de la Vera limita con los siguientes municipios:

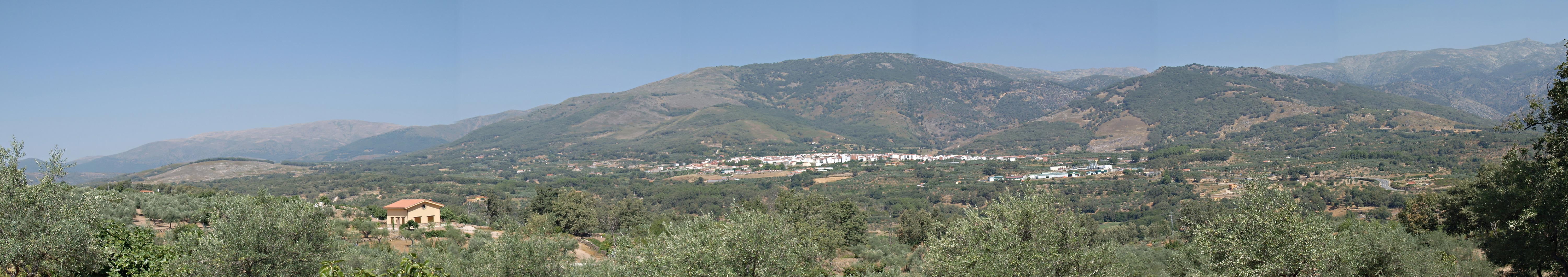
Losar de la Vera. Panorama desde el Sur, desde las inmediaciones de Robledillo de la Vera

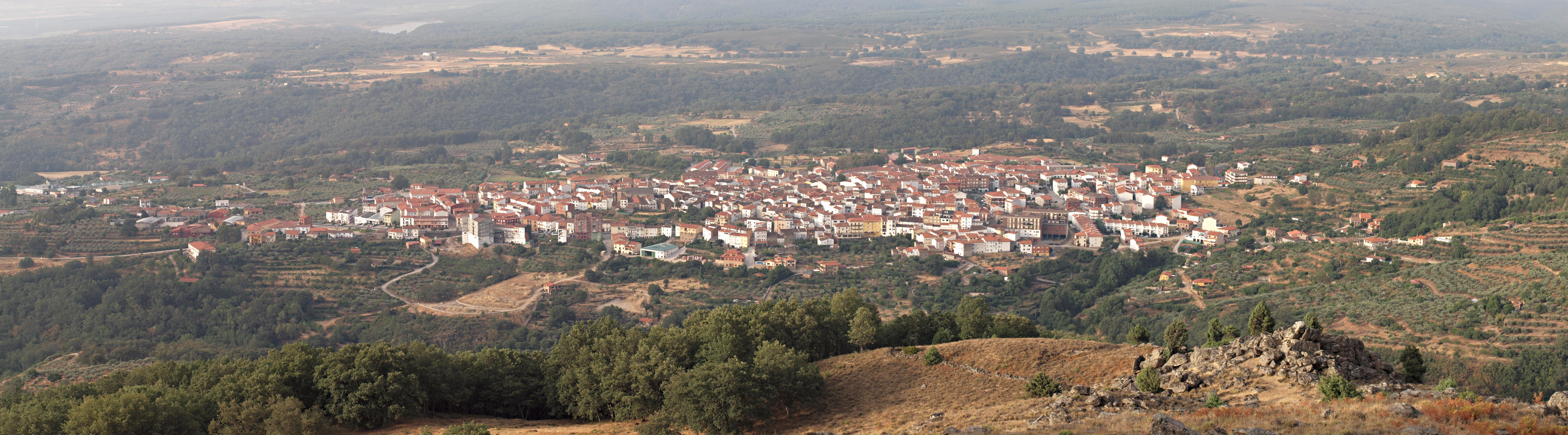
Vista desde el Norte, desde la sierra

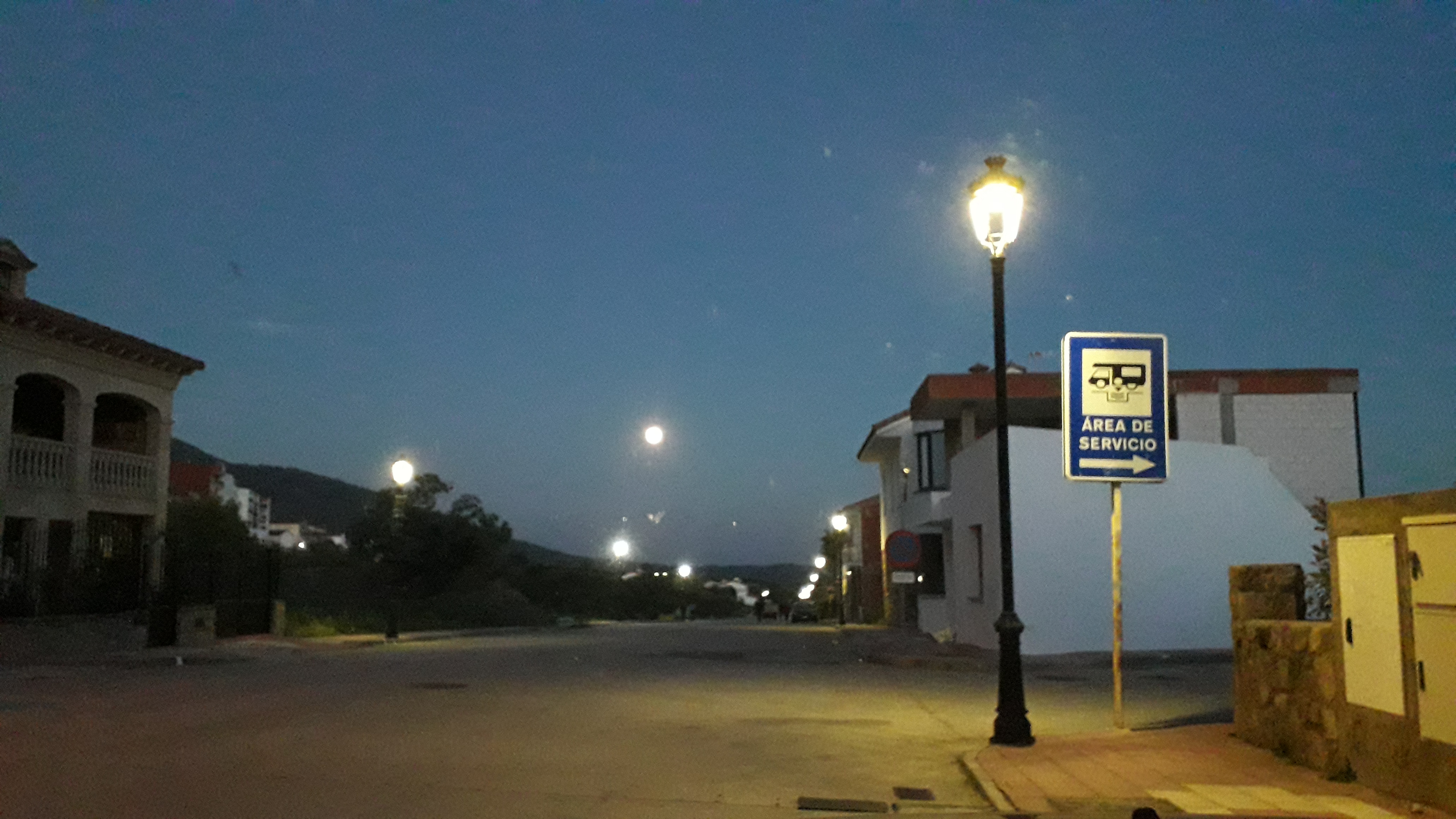
Losar. L 16

| Noroeste: Puerto Castilla (AV) y Tornavacas             | Norte: Navalonguilla (AV) | Noreste: Navalonguilla (AV)                           |
| Oeste: Guijo de Santa Bárbara y Jarandilla de la Vera   |                           | Este: Viandar de la Vera                              |
| Suroeste: Robledillo de la Vera y Jarandilla de la Vera | Sur: Talayuela            | Sureste: Talaveruela de la Vera y Valverde de la Vera |

### Hidrografía

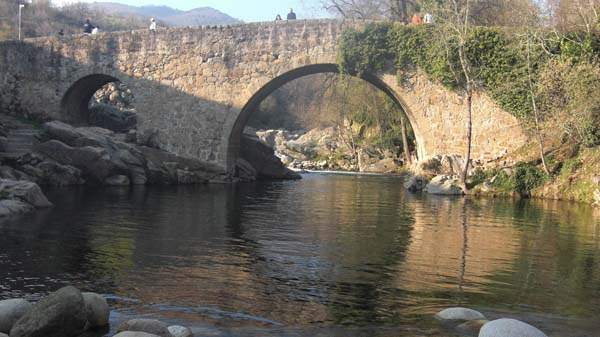
Puente de Cuartos

La red fluvial del municipio está formada por gargantas que nacen en la sierra de Gredos para desembocar en el río Tiétar, afluente del río Tajo. La sierra de Gredos marca el límite septentrional del término municipal y el río Tiétar el límite meridional. El eje principal de la red de gargantas es la garganta de Cuartos, que recorre el municipio de norte a sur. Los principales afluentes de la garganta de Cuartos son las gargantas de Hortigal, Hoz, Largarejo y Meñas en el margen izquierdo y las de Caballerías, Matamoros y Vadillo en el derecho. Otro río importante del lugar es el río Moros.

### Clima
El municipio posee un clima mediterráneo con inviernos suaves y veranos templados. Las precipitaciones suelen limitarse al otoño e invierno, además de parte de la primavera, de manera que los veranos suelen ser secos. Existen diferencias climáticas entre las distintas zonas del municipio, debido a la diferencia de altitud que abarca desde los 2000 m s. n. m. de las cumbres de la sierra de Gredos hasta los 200 m s. n. m. del río Tiétar. El norte del municipio, en el cual se encuentra la sierra, destaca por sus temperaturas más bajas y posee abundantes precipitaciones que muchas veces se manifiestan en forma de nieve, creando una reserva para llenar en invierno las gargantas que desembocan en el Tiétar. Por el contrario, la parte sur, más próxima al río Tiétar, posee temperaturas más altas y menos precipitaciones, si bien en invierno hay numerosas heladas en las proximidades de dicho río.

## Historia

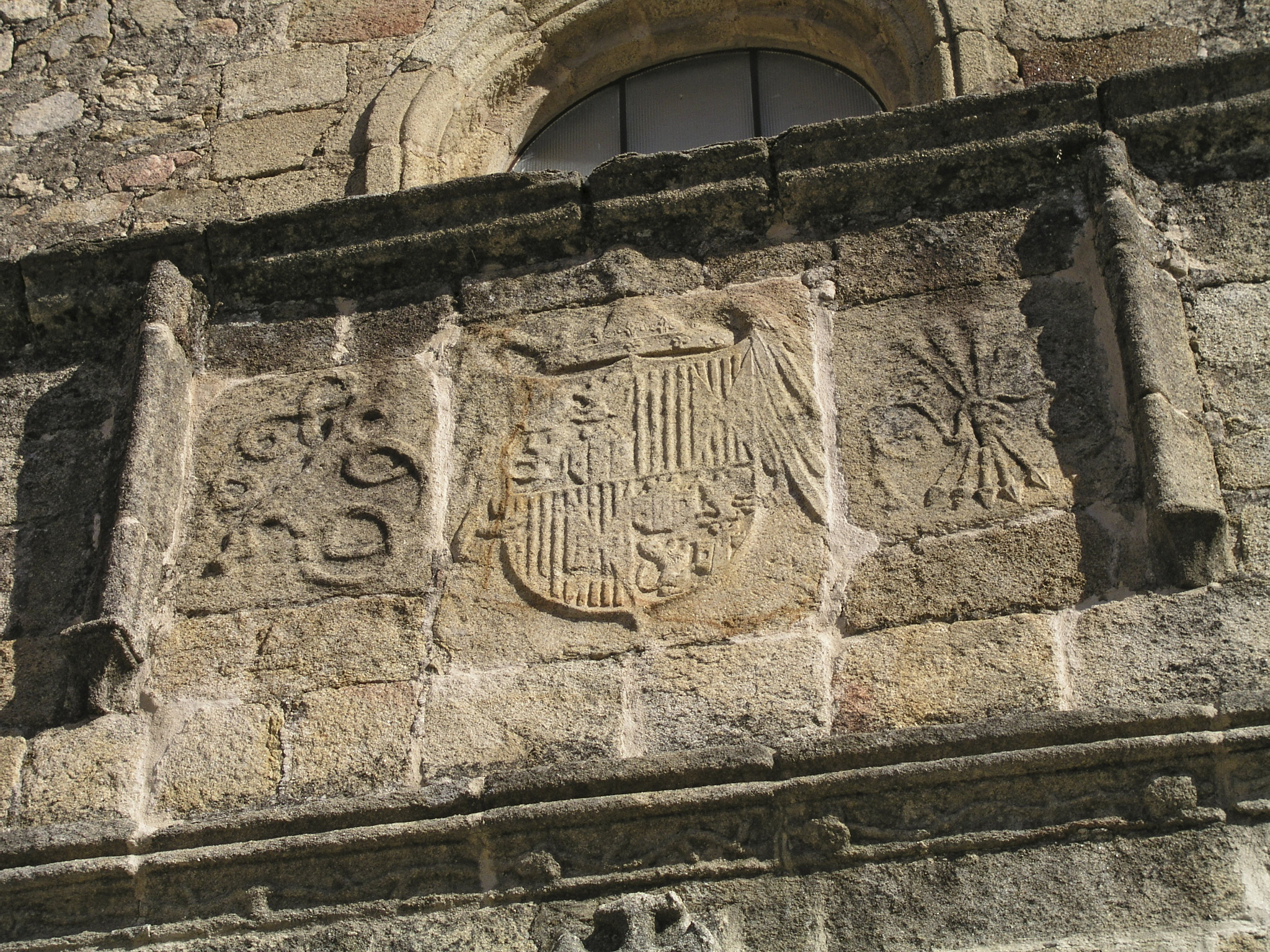
Escudo de los Reyes Católicos en la iglesia de Losar de la Vera

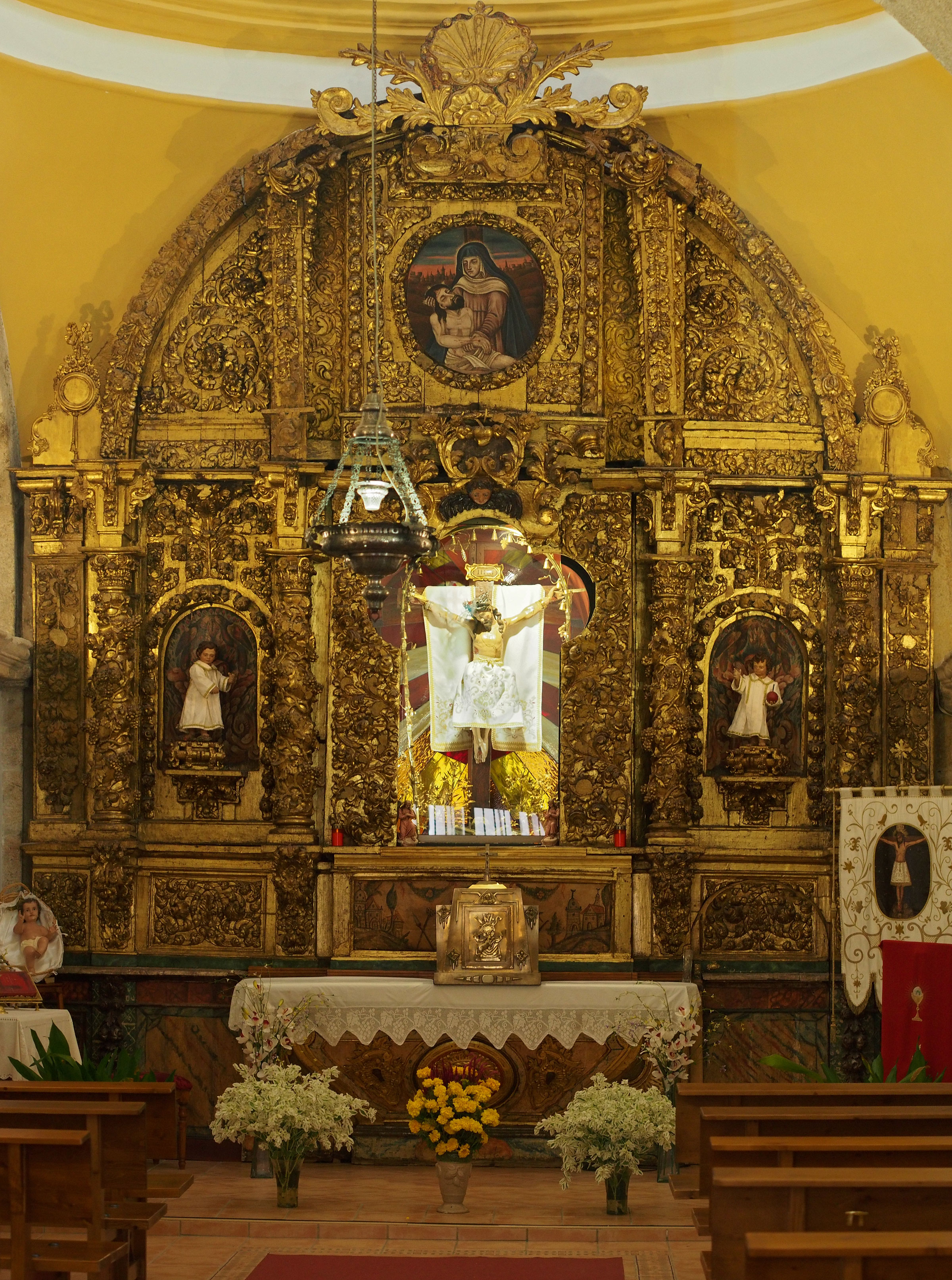
Retablo de la ermita de la Misericordia

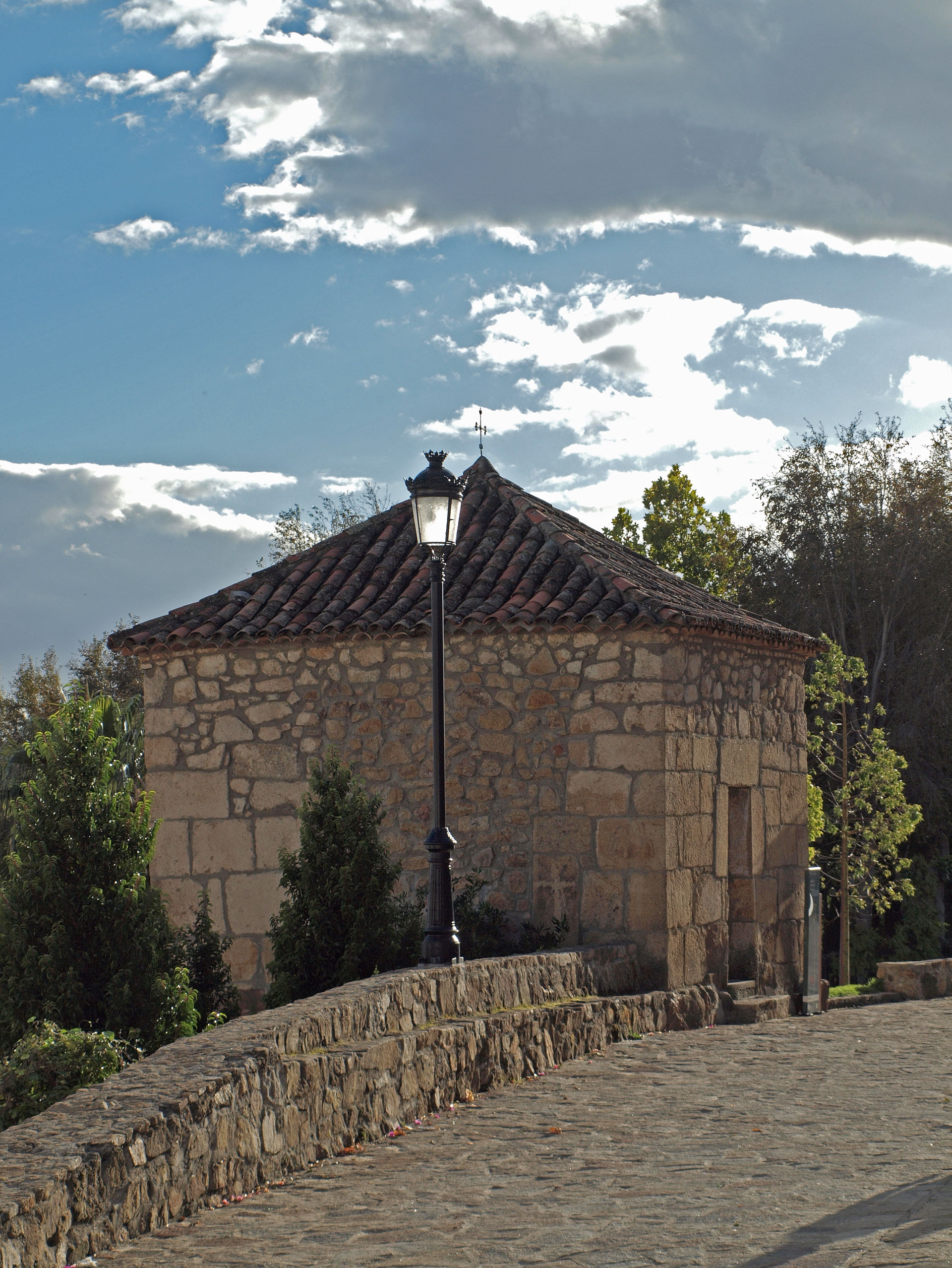
Ermita de San Roque

La parte de La Vera en la cual se halla Losar está habitada desde la Prehistoria, como demuestran los restos vetones encontrados en varias localidades de la zona. La singularidad geográfica de la zona, en la cual la sierra de Gredos ejercía como barrera septentrional y el fuerte despoblamiento que sufrió el Campo Arañuelo hasta el siglo XIX ejercía como barrera meridional, convirtió la zona en un lugar de difícil acceso para culturas posteriores. Esto dificultó y retrasó el intercambio cultural prerromano, la romanización, la cristianización y la arabización de la zona.
La fundación de la actual localidad de Losar de la Vera debió tener lugar a partir de la repoblación cristiana de la Reconquista. Aunque se desconoce el momento exacto de la fundación, se sabe que perteneció a la comunidad de villa y tierra de Plasencia, la cual se creó a partir de la fundación de Plasencia por el rey Alfonso VIII de Castilla a finales del siglo XII.
A finales del siglo XIII, se crearon regímenes señoriales que redujeron el territorio placentino en esta zona. Mientras Losar y Robledillo se mantuvieron como aldeas de Plasencia, se creó al este el señorío de Valverde, que comprendía las localidades de Valverde, Viandar, Talaveruela, Villanueva y Madrigal. Este señorío fue otorgado a Nuño Pérez por el rey Fernando IV de Castilla. Por el oeste, García Álvarez de Toledo, recibió las tierras vinculadas a Jarandilla. En consecuencia, Losar y Robledillo quedaron constituidos como un territorio placentino entre ambos señoríos. A finales del siglo XIV, el conjunto de las dos aldeas estaba habitado por 140 familias.
Las relaciones entre ambos señoríos y de éstos con la comunidad placentina no siempre fueron cordiales, y ello marcó a Losar y Robledillo. A pesar de que ambas aldeas contaban cada una con su propio concejo, debían acudir al concejo de la ciudad cuando había un conflicto territorial con los señoríos vecinos. Un conflicto destacado se produjo en 1431, cuando el señor de Valverde intentó apropiarse de territorios losareños en las proximidades de la garganta de Cuartos y del arroyo de la Figuera.
Entre 1442 y 1488, Plasencia dejó de ser un territorio de realengo para convertirse en condado de la familia Estúñiga. En ese período se construyó la actual iglesia de Santiago Apóstol. A pesar de que el territorio pasó a señorío, en la fachada de la iglesia se esculpió un escudo de los Reyes Católicos, por razones que no están claras. La construcción de la iglesia favoreció notablemente la economía del lugar, que llegó a superar los 400 vecinos en 1532. El 14 de noviembre de 1522 fueron aprobadas en Plasencia las ordenanzas municipales de Losar.
En 1662, como consecuencia de los problemas económicos de la Corona, las hasta ahora aldeas placentinas de Losar, Robledillo, Atalayuela, Toril, Majadas y Cabezuela se constituyeron en villas mediante su venta al marqués de Serra. Las autoridades placentinas ejercieron su derecho de tanteo ante el Consejo Supremo de Hacienda y Losar siguió perteneciendo a Plasencia, aunque ahora con el título de villa.
El documento que dio a Losar el título de villa está fechado en el 22 de marzo de 1662. En él se menciona que la jurisdicción de Losar se extiende desde «el sitio del Charco de las Bramaderas, en el sitio de Nuestra Señora del Cincho, prosiguiendo detrás de su ermita hasta entrar en el río Tiétar, río arriba, incluyendo las dos ventas que se encuentran en su ribera. Dejando este río se dirige al mojón de Guijo Blando, próximo al río Moros, este río arriba a dar en su puente, después río arriba y sierra adelante hasta la cumbre, aguas vertiente acá , hasta las tierras del Excmo. Duque de Alba, desde allí sierra adelante hasta donde el sol se pone, Los Linarejos».
A la caída del Antiguo Régimen la localidad se constituyó en municipio constitucional en la región de Extremadura. Desde 1834 quedó integrado en partido judicial de Jarandilla. En el censo de 1842 contaba con 380 hogares y 2082 vecinos.

## Demografía
Losar de la Vera cuenta con una población de 2805 habitantes (INE 2024).
| Gráfica de evolución demográfica de Losar de la Vera entre 1842 y 2021                                                                                      |
| |
| Población de derecho según los censos de población del INE Población de hecho según los censos de población del INEEn este censo se denominaba Losar: 1842. |

## Administración y política

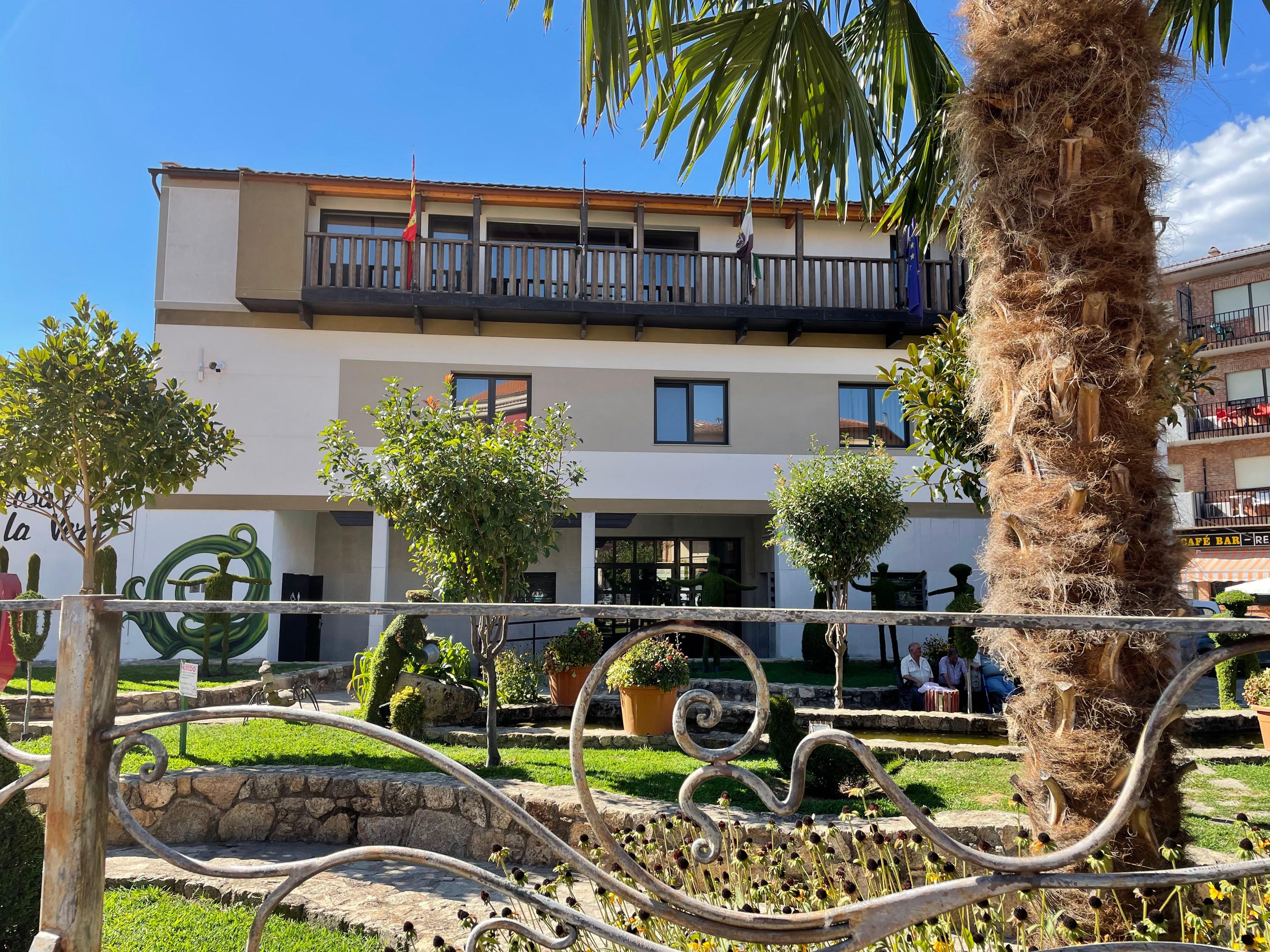
Ayuntamiento de Losar de la Vera

En la siguiente tabla se muestran los votos en las elecciones municipales de Losar de la Vera, con el número de concejales entre paréntesis, desde las primeras elecciones municipales democráticas:
| Año  | Año | Populares          | Socialistas   | Centro            | Regionalistas                    | Otros                                 |
| ---- | --- | ------------------ | ------------- | ----------------- | -------------------------------- | ------------------------------------- |
| 1979 |     | No se presentaron  | PSOE: 357 (3) | UCD: 381 (3)      | No se presentaron                | AE2: 361 (3) AE1: 209 (2) ORT: 85 (0) |
| 1983 |     | AP-PDP-UL: 741 (5) | PSOE: 533 (3) | No se presentaron | EU: 449 (3)                      | No hubo más candidaturas              |
| 1987 |     | AP: 424 (2)        | PSOE: 982 (6) | CDS: 303 (2)      | EU: 150 (1)                      | No hubo más candidaturas              |
| 1991 |     | PP: 449 (3)        | PSOE: 891 (6) | CDS: 252 (1)      | PREX: 243 (1)                    | No hubo más candidaturas              |
| 1995 |     | PP: 969 (5)        | PSOE: 854 (5) | No se presentaron | EU-CREX-PREX: 178 (1)            | No hubo más candidaturas              |
| 1999 |     | PP: 905 (5)        | PSOE: 812 (5) | No se presentaron | PREX-CREX: 168 (1)               | No hubo más candidaturas              |
| 2003 |     | PP: 881 (5)        | PSOE: 738 (5) | No se presentaron | EU: 163 (1) PREX-CREX: 140 (0)   | No hubo más candidaturas              |
| 2007 |     | PP-EU: 508 (3)     | PSOE: 847 (6) | No se presentaron | PREX-CREX: 260 (1) IPEX: 235 (1) | No hubo más candidaturas              |
| 2011 |     | PP-EU: 663 (4)     | PSOE: 812 (6) | No se presentaron | PREX-CREX: 241 (1)               | No hubo más candidaturas              |
| 2015 |     | PP: 357 (2)        | PSOE: 902 (7) | No se presentaron | EXtremeños: 380 (2)              | No hubo más candidaturas              |
| 2019 |     | PP: 223 (1)        | PSOE: 846 (6) | No se presentaron | No se presentaron                | C's: 245 (2) Vox: 267 (1)             |
| 2023 |     | PP: 621 (5)        | PSOE: 669 (5) | No se presentaron | J.U.E.X: 99 (0)                  | Vox: 195 (1)                          |

| Periodo   | Nombre                                                                | Partido |
| --------- | --------------------------------------------------------------------- | ------- |
| 1979-1983 | Manuel Antón                                                          | UCD     |
| 1983-1987 | Manuel Antón                                                          | AP      |
| 1987-1991 | Juan Antonio Martín                                                   | PSOE    |
| 1991-1995 | Juan Antonio Martín                                                   | PSOE    |
| 1995-1999 | Juan Ramón Paniagua                                                   | PP      |
| 1999-2003 | Juan Antonio Martín                                                   | PSOE    |
| 2003-2007 | Eugenio Díaz                                                          | PP      |
| 2007-2011 | Juan Antonio Martín                                                   | PSOE    |
| 2011-2015 | Juan Antonio Martín (hasta 2013) Germán Domínguez Martín (desde 2013) | PSOE    |
| 2015-2019 | Germán Domínguez Martín                                               | PSOE    |
| 2019-2023 | Germán Domínguez Martín                                               | PSOE    |
| 2023-act. | Antonio Sánchez Díaz                                                  | PP      |

## Economía

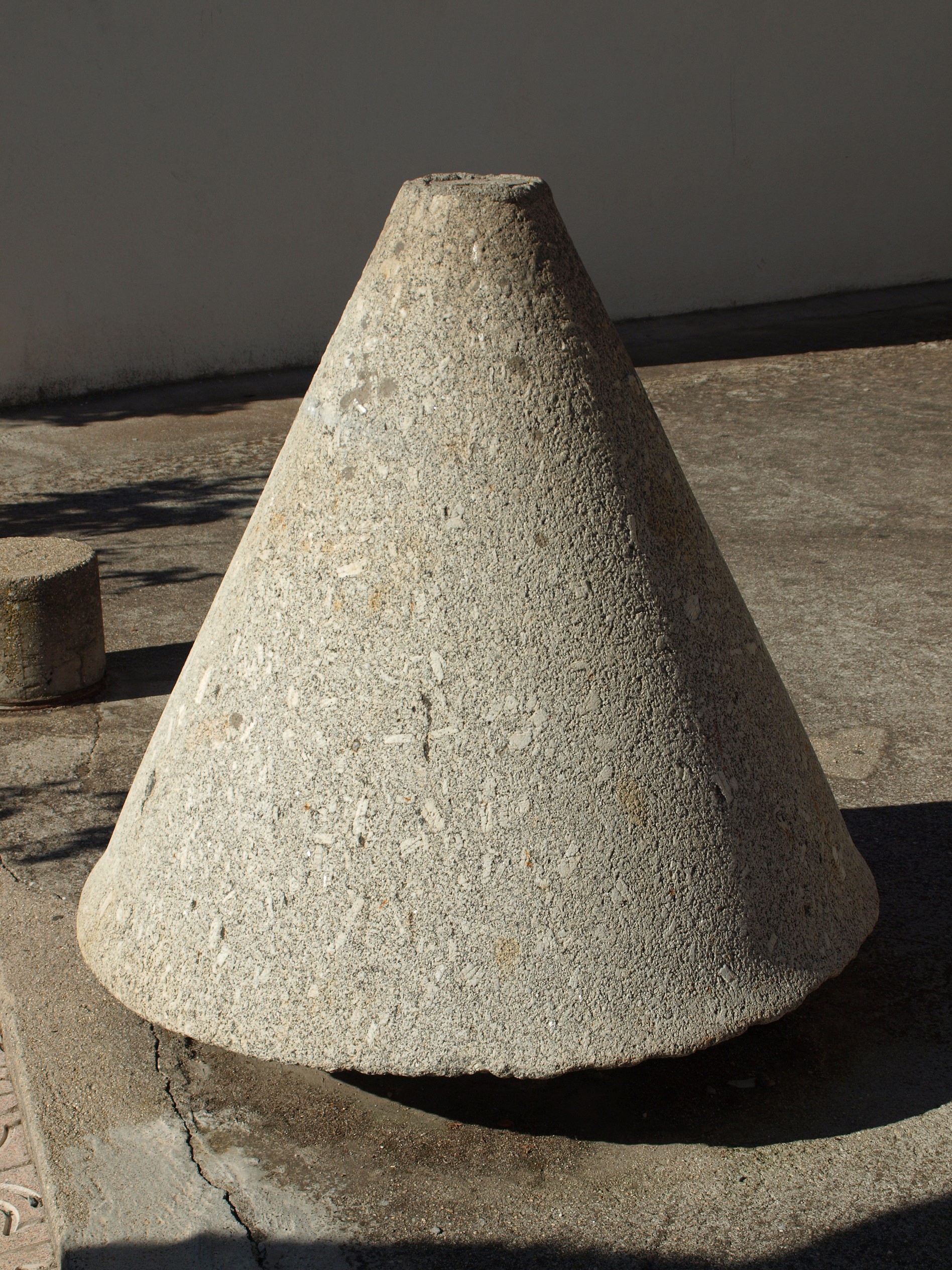
Rueda de molino usada como elemento decorativo en las calles de Losar de la Vera

### Sectores primario y secundario
El sector primario es el más importante en la economía del municipio, puesto que 6 de cada 10 personas que forman parte de la población activa del lugar trabajan en él. En cuanto a la agricultura, sólo está labrada el 15 % de la superficie municipal, pero es casi exclusivamente de regadío. Puesto que la mayor parte del término municipal es de carácter montañoso, se aprovecha para pastos para el ganado caprino, ovino y vacuno.
El sector secundario sólo ocupa a 2 de cada 10 personas de la población activa del municipio, de los cuales la mitad se dedican a la construcción. La industria está principalmente relacionada con la elaboración de alimentos. Al sureste de la villa, junto a la carretera EX-203, se ubica un polígono industrial, el Polígono Las Tres Barras, que alberga buena parte de las industrias del municipio. En 2013, según el anuario económico de la Caixa, el municipio tenía 24 empresas de industria y 68 de construcción.
Dentro de ambos sectores, el municipio se encuentra dentro de la zona de producción y elaboración de seis productos alimentarios con denominación de origen o indicación geográfica protegida: Aceite Gata-Hurdes, Pimentón de la Vera, Carne de Ávila, Cordero de Extremadura, Ternera de Extremadura y Jamón de Huelva.

### Actividad comercial
En cuanto a la actividad comercial, según el anuario económico de La Caixa, Losar de la Vera pertenece al área comercial de la ciudad de Plasencia, dentro de la cual forma parte de la subárea comercial de Jaraíz de la Vera. No obstante, debido a su posición oriental dentro del área, hay una gran gravitación comercial hacia Navalmoral de la Mata. Pese a no ser cabecera de área ni subárea comercial, en 2013 el municipio de Losar de la Vera tenía diversos establecimientos comerciales: 4 oficinas de entidades de depósito, 41 actividades de restauración y bares, 6 actividades comerciales mayoristas y 95 actividades comerciales minoristas.
El conjunto del sector servicios ocupa a 2 de cada 10 personas que forman parte de la población activa local. Dentro de él tiene un peso importante el turismo, pues el municipio cuenta con varios cámpines, alojamientos de turismo rural y hoteles.

## Educación
El pueblo cuenta con su propio IESO, el IESO Arturo Plaza.

## Cultura

### Patrimonio

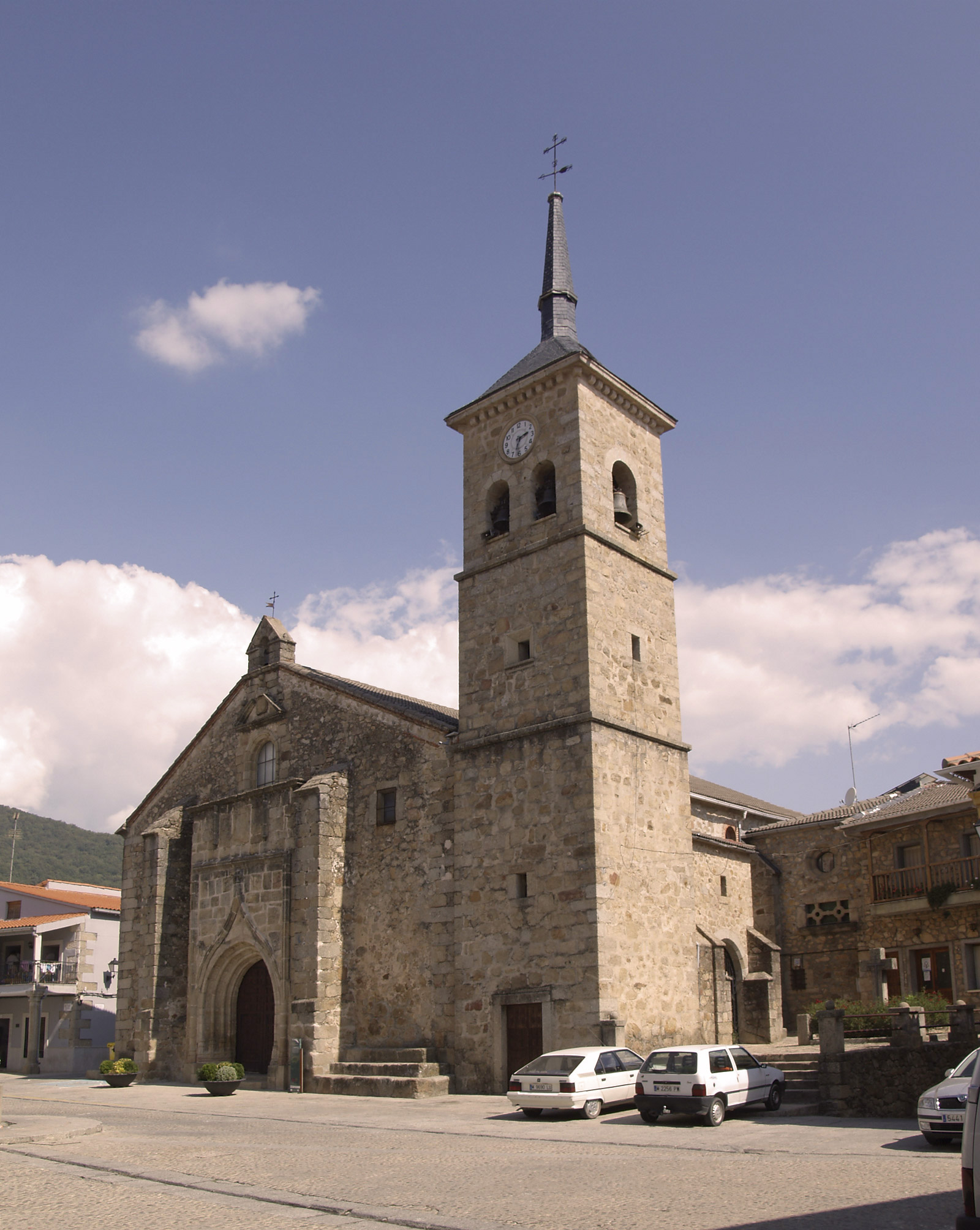
Iglesia de Santiago Apóstol

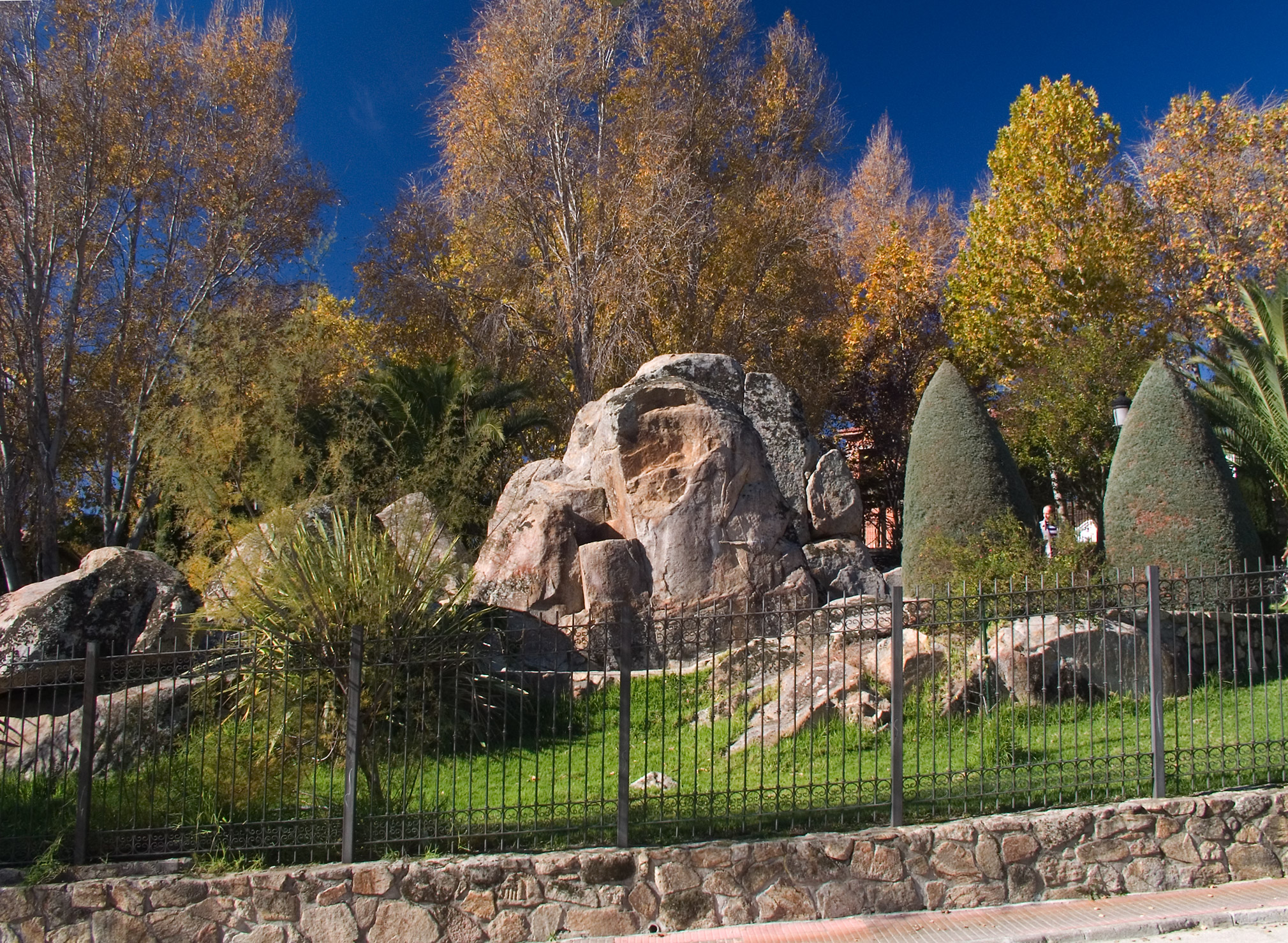
Jardín en Losar de la Vera

- Iglesia parroquial Santiago Apóstol

Iglesia parroquial católica bajo la advocación de Santiago Apóstol, en la archidiócesis de Mérida-Badajoz, diócesis de Plasencia, arciprestazgo de Jarandilla de la Vera.
- Ermita San Roque

En su interior se encuentra una escultura de San Roque y las imágenes de Santa Bárbara y el Crucificado, todas ellas del siglo XVIII.
- Ermita San Isidro

La ermita de San Isidro se localiza en la finca «El Robledo» cerca del río Tiétar. San Isidro es el patrón de los agricultores.
- Puente Cuartos

Cabe destacar que en este emplazamiento de la garganta Cuartos es una zona de baño muy discurrida por los turistas. Por esta razón en los alrededores al puente hay varios cámpines y restaurantes.
- Ermita San Cristóbal

La ermita de San Cristóbal está situada en la carretera local que va hacía Navalmoral de la Mata, a 2 km de la localidad. Esta ermita está rodeada por un jardín con césped, flores, fuente... En el interior de la ermita podemos encontrar la imagen de San Cristóbal.
- Jardines

A lo largo de toda la carretera principal de Losar de la Vera nos encontramos con el principal atractivo turístico de la localidad, sus jardines. Las plantas fueron plantadas allá por el año 1975 gracias en una parte a una subvención de la junta para el acondicionamiento de la carretera y en otra parte a NUBOGA S.A. que obsequió al ayuntamiento con las plantas a modo de exposición publicitaria de su empresa.
El jardinero encargado de hacer la plantación fue D. Antonio Correas Sánchez que tras medio año aproximadamente fue sucedido por D. Vicente Mateos Domínguez Pérez que se encargó del mantenimiento y diseño de los jardines. Tras la muerte de D. Vicente Mateos Domínguez le sucedieron D. José Antonio Díaz Correas y D. Rafael Berrocoso Martín, actuales jardineros que se encargan tanto del mantenimiento y mejora de los jardines como de la creación de nuevas zonas ajardinadas.

### Festividades

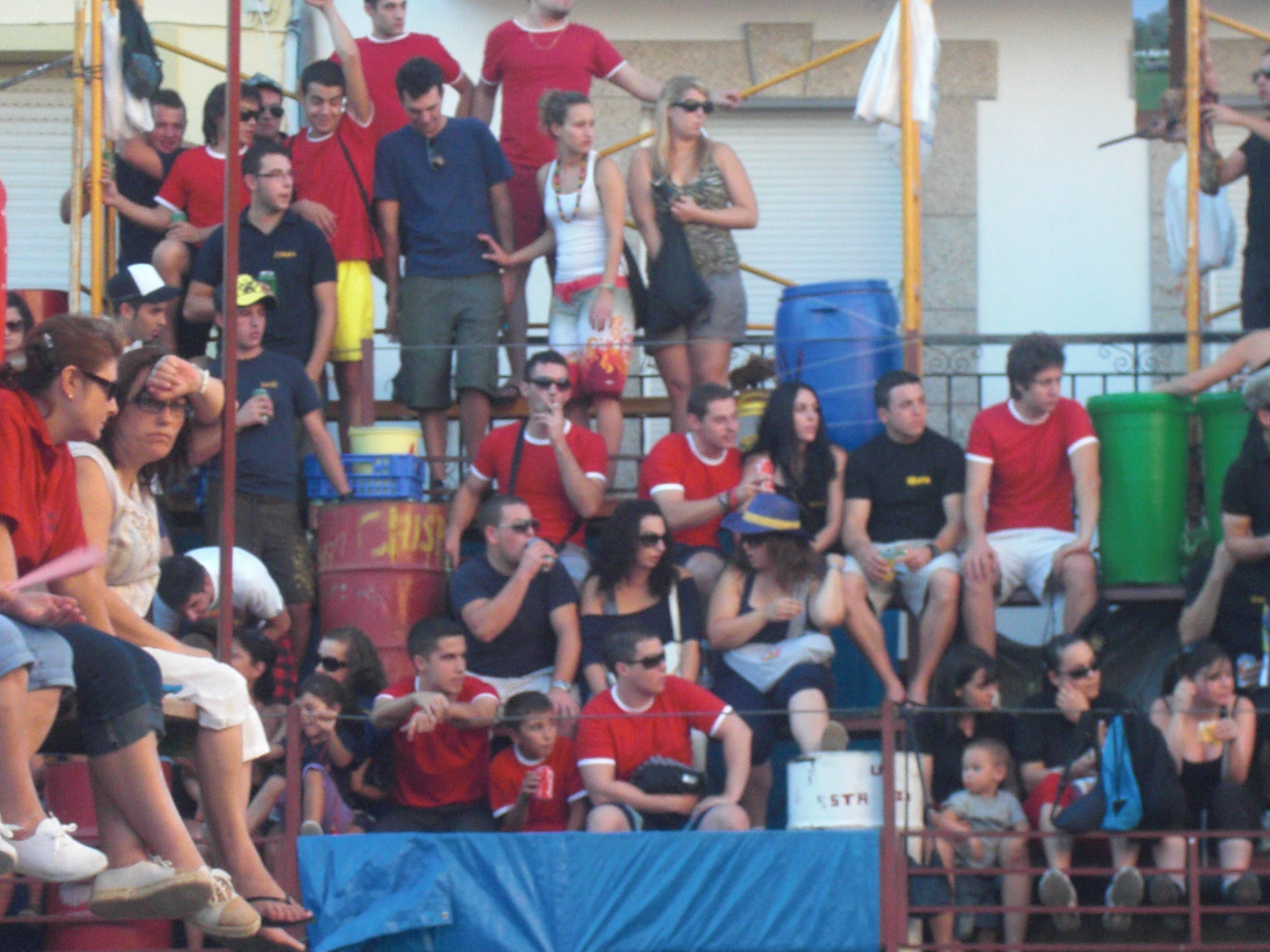
Gente en las fiestas de agosto

La fiesta del Stmo. Cristo de la Misericordia, también conocido como «Cristo de las Enagüillas», es la fiesta más celebrada por los losareños. Los festejos religiosos se inician con la salida del cristo de su ermita, situada en la calle del Cristo, continúan con la Procesión, Misa y Ofertorio y finalizan con el traslado del Cristo a su capilla el día 16 de agosto.
Durante los cuatro días siguientes, se desarrolla la fiesta profana, consistente en la celebracíon del Día del inmigrante donde se hace una comida que se invita a todo aquel que tuvo que marcharse en su día a otras tierras para buscarse la vida y vuelve cada verano a Losar.
También se realizan conciertos musicales y festejos taurinos al estilo tradicional de la Vera (donde destaca la colocación de Cinorrios) se desarrollan en la plaza de España por la madrugada, a partir de las 3:00, conocidos como Vaquillas del Aguardiente, y por la tarde a las 6:00 donde se lidian grandes toros.
Estos festejos están amenizados por las peñas del lugar. Las peñas animan el festejo con sus cánticos y charangas que, posteriormente, recorren las calles del pueblo creando un ambiente único durante estos días.

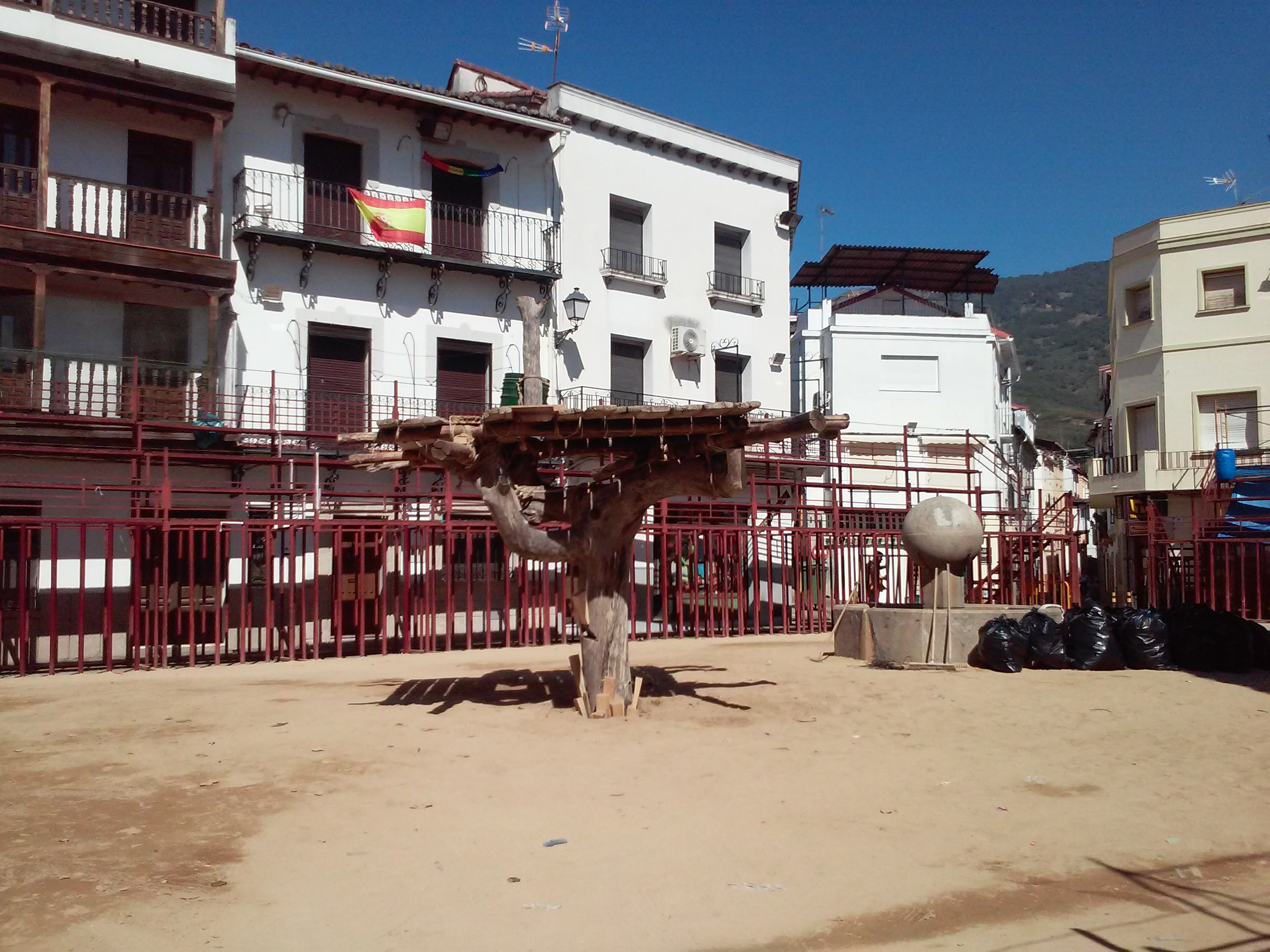
Festejos taurinos

### Medios de comunicación
El municipio recibe la TDT desde los repetidores de televisión de Montánchez y del valle del Tiétar. Pertenece a la demarcación de televisión local de Jaraíz de la Vera.

### Deporte
El municipio cuenta con un equipo de fútbol que en la temporada 2010-2011 juega en la primera regional, el C.P. Losareño.